# Battaglia dello Stretto di Makassar
La battaglia dello stretto di Makassar, conosciuta anche come il combattimento dello stretto di Madura, il combattimento a nord dello stretto di Lombok e la battaglia del mar di Flores, fu una battaglia navale del teatro del Pacifico della seconda guerra mondiale. Una flotta ABDA (ovvero del Comando americano-inglese-olandese-australiano, il comando supremo Alleato) - agli ordini dello schout-bij-nacht (scolta di notte, grado olandese corrispondente al contrammiraglio) Karel Doorman - era sulla sua rotta di intercettazione di un convoglio da sbarco giapponese diretto a Surabaya, quando fu attaccata da 36 Mitsubishi G4M1 "Betty" e 24 Mitsubishi G3M2 "Nell", bombardieri medi, che costrinsero la flotta a ritirarsi.
La battaglia avvenne nel mar di Bali, più vicino alle isole Kangean che allo Stretto di Makassar. Questa battaglia non va confusa con la battaglia di Balikpapan del 24 gennaio 1942, che è anch'essa talvolta chiamata "battaglia dello stretto di Makassar".

## Antefatti
Alla fine di gennaio, le forze giapponesi avevano conquistato la costa settentrionale e occidentale del Borneo e larghe parti delle Maluku (Molucche). Sulla costa occidentale del Borneo, le forze giapponesi occupavano gli impianti petroliferi e i porti di Balikpapan e Tarakan, e su Celebes anche le città di Manado e Kendari erano cadute. Per acquisire il pieno controllo dello Stretto di Makassar, i giapponesi dovevano conquistare le città di Makassar e Banjarmasin.
Il 1º febbraio, i comandanti Alleati ricevettero informazioni da un aereo da ricognizione: a Balikpapan, una forza di invasione giapponese - composta da 20 navi da trasporto truppe, 3 incrociatori e 10 cacciatorpediniere - si stava preparando a salpare. Il 2 febbraio, l'ammiraglio Thomas C. Hart, il viceadmiraal (ammiraglio di squadra) Conrad Helfrich, il retroammiraglio William A. Glassford e il kommodore (commodoro) John Collins si incontrarono a Palembang; la proposta di Helfrich di formare una forza d'assalto fu approvata. Fu costituita il giorno seguente al comando dello schout-bij-nacht Karel Doorman, e iniziò i rifornimenti alle Isole Gili, a sud di Madura.
La forza ABDA era composta da quattro incrociatori, ovvero gli olandesi Hr. Ms. De Ruyter (nave ammiraglia) e Hr. Ms. Tromp e gli statunitensi USS Houston e USS Marblehead, scortati da sette cacciatorpediniere: gli olandesi Hr. Ms. Banckert, Hr. Ms. Piet Hein e Hr. Ms. Van Ghent, e gli statunitensi USS Barker, USS Bulmer, USS John D. Edwards e USS Stewart.

## La battaglia
La mattina del 3 febbraio, la forza d'assalto ABDA fu individuata da uno squadrone di circa 30 bombardieri giapponesi che si dirigevano verso Surabaya. Sette dei bombardieri mostrarono particolare interesse per la forza d'assalto e cominciarono a girare in cerchio sopra alle navi. Le navi inizialmente si sparpagliano in acque più profonde, ma gli aerei se ne andarono senza attaccare, e la forza riprese a caricare rifornimenti.
Circa a mezzanotte, le navi salparono per "Meinderts Droogte" (la scogliera Meinderts, in seguito Karang Mas), al largo dell'estremità nord orientale di Giava. L'ultima nave arrivò intorno alle 05:00 del 4 febbraio. Alle 09:30, la forza d'assalto ricevette notizia che le ricognizioni aeree da Makassar avevano avvistato i giapponesi che si dirigevano verso Surabaya. La mattina del 4 febbraio, la forza ABDA partì per lo Stretto di Makassar, in cerca della forza da sbarco giapponese, che era segnalata passare attraverso lo stretto e veniva comunicato che comprendeva 3 incrociatori e 18 cacciatorpediniere, che scortavano trasporti e altre navi, al comando dello sho-sho (retroammiraglio) Takeo Takagi.
Alle 09:49, mentre la forza d'assalto di Doorman era a sud delle Isole Kangean, furono avvistati bombardieri giapponesi a est dai marinai delle navi ABDA. Gli aerei giapponesi stavano volando in quattro formazioni a "v" ad una altitudine di circa 5 000 m.
Gli aerei attaccarono gli incrociatori alleati. Il primo a essere bersagliato fu il Marblehead, e le bombe caddero a circa 80 m davanti alla nave. Durante un secondo attacco, il Marblehead subì due colpi diretti e un colpo mancato ravvicinato causò danni. I due colpi diretti penetrarono il ponte, uccisero 15 uomini dell'equipaggio direttamente e annientarono le capacità di manovra della nave; il Marblehead era ora in grado di navigare solo in cerchio. Il colpo mancato ravvicinato causò uno squarcio di 3 m × 1 m vicino al fondo della nave. Comunque, gli attacchi successivi al Marblehead furono meno intensi.
Lo Houston inizialmente schivò le bombe con successo, ma subì un grave colpo durante un attacco finale; una bomba centrò il ponte vicino alla torretta di poppa e uccise 48 membri dell'equipaggio. I cannoni posteriori erano stati resi inservibili.
Dopo i colpi sullo Houston e sul Marblehead, gli aerei si concentraro sul De Ruyter, che evitò quattro attacchi e subì solo danni minori al controllo del fuoco per i suoi cannoni da 40 mm.
Alle 13:00 circa, Doorman ordinò alle sue navi di tornare verso ovest e segnalò a Hart che senza la protezione dei caccia non sarebbe stato possibile avanzare verso lo Stretto di Makassar, a causa della minaccia proveniente dai bombardieri. Lo Houston e il Tromp erano già andati a sud attraverso lo Stretto di Alas, ed erano a sud dello stretto. Il Marblehead e i 5 cacciatorpediniere americani andarono a sud verso lo Stretto di Lombok. Anche il De Ruyter e i cacciatorpediniere olandesi rimasero con il Marblehead fino allo Stretto di Lombok. Entrambi gli incrociatori americani si diressero verso Tjilatjap, per ricevere riparazioni e cure mediche per i loro feriti.

## Conseguenze
Gli equipaggi di volo giapponesi fecero rapporto su tre incrociatori affondanti durante l'attacco: uno della classe Northampton, uno della classe Tromp e uno della classe Java. Tuttavia, nessuna nave dell'ultima classe era presente durante l'attacco, e solo il Marblehead e lo Houston furono danneggiati.
A Tjilatjap, lo Houston e il Marblehead trasferirono i loro feriti a un ospedale e seppellirono i loro morti. Il Marblehead non poteva essere ospitato per le sue dimensioni nel bacino di carenaggio, ma lo squarcio nello scafo fu temporaneamente riparato, e la nave salpò per la costa orientale degli Stati Uniti - passando per Ceylon e il Sudafrica - per le riparazioni. Lo Houston fu in grado di continuare il servizio con la flotta ABDA.
La ritirata della forza d'assalto ebbe come conseguenza che i giapponesi presero il controllo dello Stretto di Makassar e così serrarono la loro morsa sulla parte occidentale delle Indie Orientali Olandesi.